# Hambye
Hambye is een gemeente in het Franse departement Manche (regio Normandië). De plaats maakt deel uit van het arrondissement Coutances. Hambye telde op 1 januari 2022 1.077 inwoners.

## Het dorp Hambye
Het dorp Hambye strekt zich voornamelijk uit langs de departementale weg D13 van Caen naar Granville. Het is vooral bekend door de ruïne van de voormalige benedictijnenabdij, die enkele kilometers ten zuiden van de dorpskern ligt, vlak bij de grens met de gemeente Percy.

## De voormalige abdij van Hambye
De abdij Notre-Dame d’Hambye is gelegen in een vochtige en diep ingesneden vallei, gevormd door de Sienne en haar bijrivier de Hambyotte. Ze werd gesticht door Guillaume Paisnel (ook Paysnel gespeld), heer van Hambye, die daartoe was aangespoord door bisschop Agarus van Coutances. De exacte stichtingsdatum is onzeker, maar het is zeker in de jaren 1145 tot 1147. De eerste monniken kwamen uit de abdij Sainte-Trinité de Tiron (Thiron-Gardais, dept. Eure-et-Loir), en zelf heeft Hambye weer andere abdijen gesticht, zoals Longues (Longues-sur-Mer) en de abdij van Valmont (nabij Le Havre).
De abdijkerk is in een romaans-gotische overgangsstijl opgetrokken in de tweede helft van de 12e en het begin van de 13e eeuw. Om de kerk naar het oosten te kunnen richten, heeft men deels in de schist moeten graven. Typisch gotisch zijn de hoogtestreving en het gebruik van spitsbogen, romaans zijn de lantaarntoren op de viering en de tweelingvensters (zogenaamde “baies géminées”). Opmerkelijk is het hoge en smalle schip, dat geen zijbeuken heeft, op de laatste travee voor het transept na. Zoals in de Normandische stijl gebruikelijk had het schip wellicht een vlakke zoldering. Het uitzicht van de westgevel is onbekend. Begin 19e eeuw is men de abdijkerk beginnen te slopen vanaf het westen (de toegangsweg) om de stenen te verkopen, zodat de gevel en de eerste travee verdwenen zijn. Er is geen enkele afbeelding van de abdij van voor de Franse Revolutie bewaard.
Bijzonder aan de abdij zijn de bijna allemaal uit de 12e eeuw stammende abdijgebouwen; enkel de kapittelzaal is omstreeks 1230 vergroot en van een kruisribgewelf voorzien, met twee gotische bogen die uitgaven op de pandgang. De zaal is opgetrokken uit steen van Caen, die lijkt op marmer. Deze zaal was beschilderd met fresco's, waarvan nog maar een deel, dat de voetwassing voorstelt, zichtbaar is. De pandgang is vandaag vrijwel verdwenen, maar het grondplan is nog herkenbaar. Het geheel geeft een goed beeld van een 12e-eeuwse abdij, met sobere, stevige ruimtes. De abdij kende haar grootste bloei in de 13e eeuw, en haar belang is sindsdien langzaam afgenomen. In 1548 ging de abdij over in de zogenaamde commende, waarbij de abt door de koning van Frankrijk werd benoemd (in plaats van door de monniken verkozen te worden) en een groot deel van de abdij-inkomsten kreeg. De abdij kwijnde langzaam weg, tot de laatste monnik in de 18de eeuw stierf en ze enkele decennia voor de Franse Revolutie gesloten werd.
Alle gebouwen zijn opgetrokken in leisteen (schist), die lokaal te vinden is. Het is aan de nabijheid van schistgroeven te danken dat men uiteindelijk van de verdere (onrendabele) sloop van de abdijkerk heeft afgezien. De steengroeves voor de abdijkerk zijn tot ca. 1960 in exploitatie geweest.
Bij de Franse Revolutie werd de abdij als genationaliseerde bezitting openbaar verkocht. De abdijgebouwen kregen van de nieuwe eigenaar een landbouwfunctie, de kerk raakte echter in verval. Van de archieven van de abdij is niets bewaard gebleven. Van het interieur van de abdijkerk is vandaag enkel een Vlaams 16e-eeuws retabel bekend, dat in de Grace Cathedral van San Francisco staat.
De ruïne van de abdijkerk is in 1964 door het de Raad van het Manche-departement gekocht en vrij te bezoeken. De abdijgebouwen zijn in 1956 aangekocht door het echtpaar Beck, en vooral de echtgenote Beck werkte decennia aan een zorgvuldige renovatie en reconstructie; de gebouwen zijn enkel onder begeleiding te bezoeken. In de paardenstallingen hangt een merkwaardige collectie handbeschilderd linnen, de unieke 19e-eeuwse productie van een familiebedrijfje in Hambye. In het verblijf van de conversen vinden tijdelijke tentoonstellingen plaats. In de voormalige abdijtuin staan 150 jaar oude Amerikaanse tulpenbomen.

## Afbeeldingen

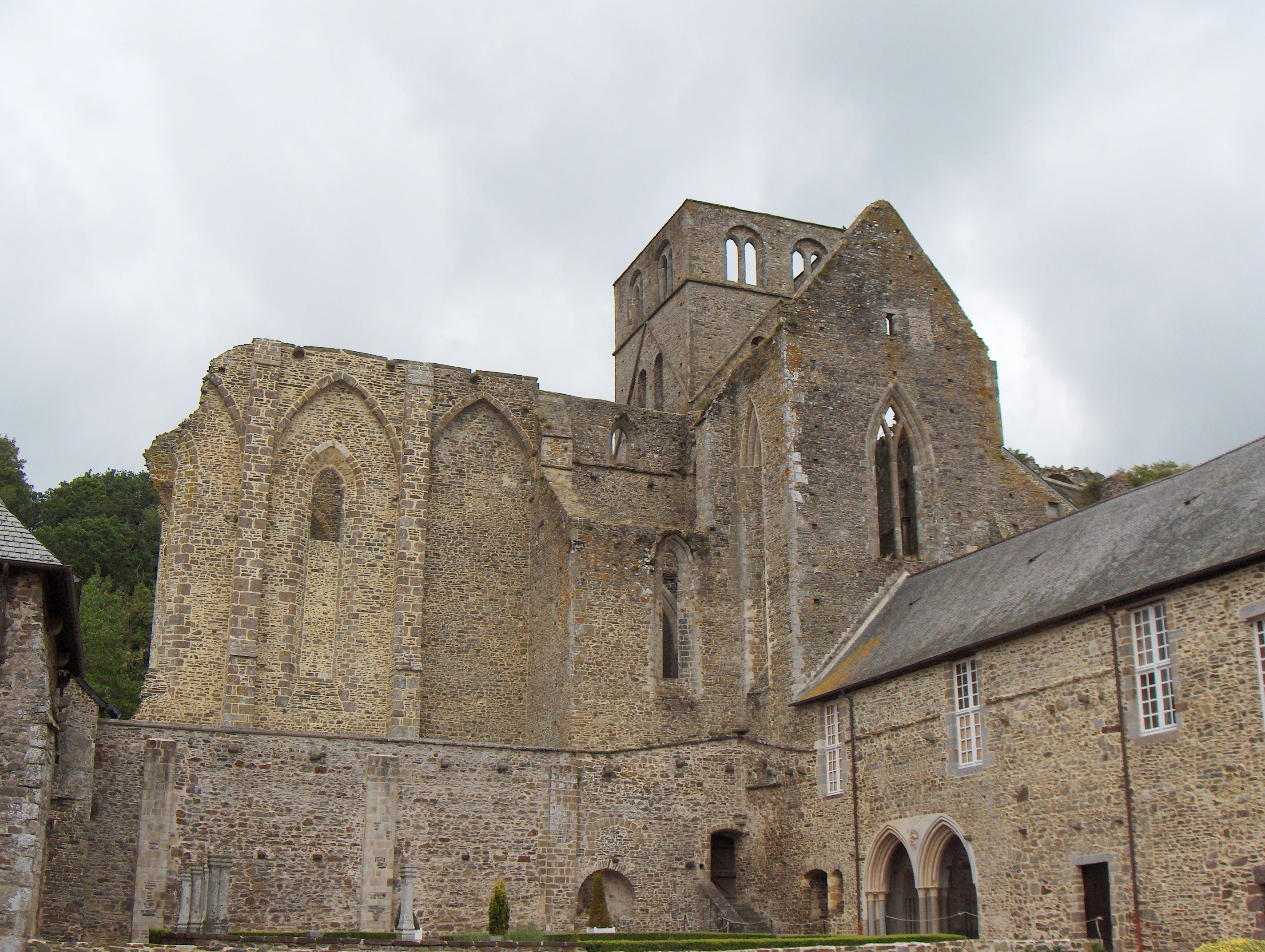
Abdij van Hambye, ruïne van de abdijkerk, vooraan verdwenen pandgang en toegang tot de gotische kapittelzaal
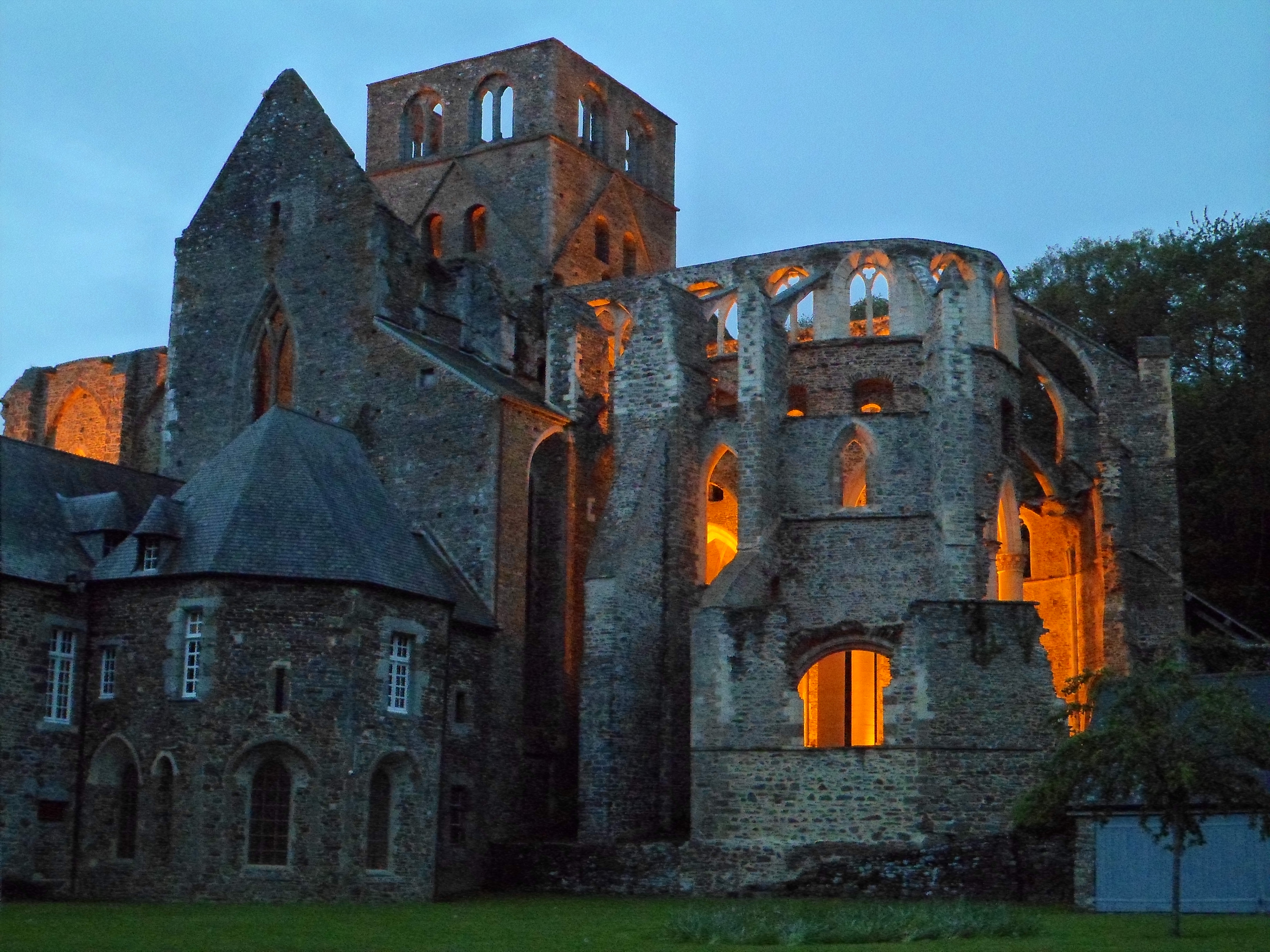
Ruïne van de abdijkerk, verlicht

## Geografie
De oppervlakte van Hambye bedroeg op 1 januari 2022 29,57 vierkante kilometer; de bevolkingsdichtheid was toen 36,4 inwoners per km².

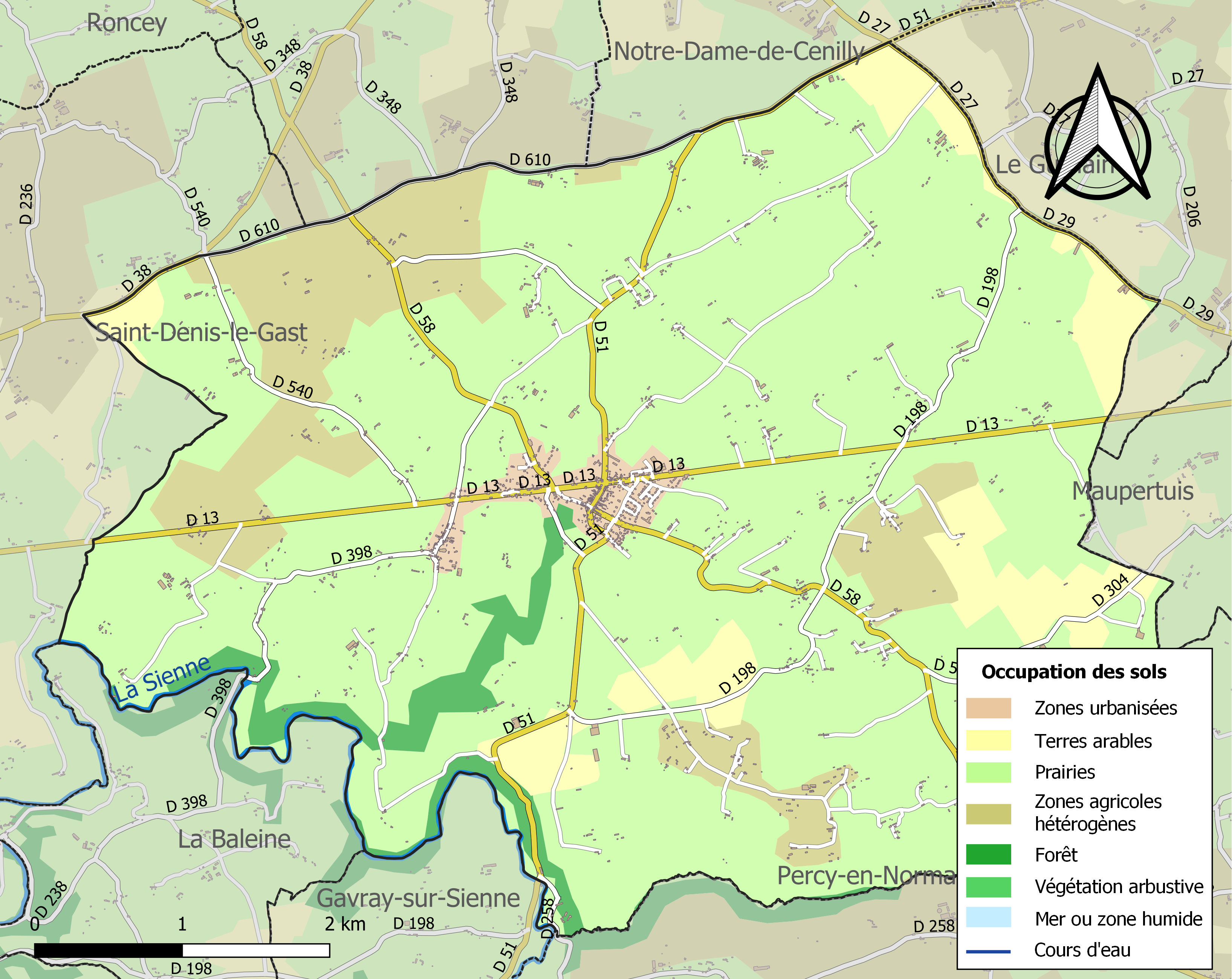
Kaart van de gemeente met de belangrijkste infrastructuur, bodemgebruik en omliggende gemeenten

## Demografie
Onderstaande figuur toont het verloop van het inwonertal (bron: INSEE-tellingen).